# Fredrik Sundin
Fredrik Sundin, född 4 juni 1981 i Avesta, är en svensk före detta ishockeyspelare.
Hans moderklubb är Avesta BK. Han vann TV-pucken med Dalarna 1995 och 1996, och blev tilldelad Sven Tumbas stipendium 1996 som turneringens bästa spelare. Inför säsongen 1997/1998 flyttade han till Färjestad BK för spel i deras juniorlag där han gjorde bra ifrån sig. Säsongen 2000/2001 spelade han i BIK Karlskoga i Hockeyallsvenskan, där han svarade för 37 poäng på 35 spelade matcher. Samma säsong representerade han det svenska juniorlandslaget i ishockey. Påföljande säsong spelade han för Färjestad BK A-lag, med vilka han vann SM-guld 2001/2002 samt SM-silver 2002/2003.
Inför säsongen 2003/2004 värvades han till Timrå IK. Han spelade även ett antal matcher för Skellefteå AIK. Säsongen 2005/2006 valde Sundin att flytta till Norge och spela i den norska högstaligan GET-ligaen och laget Stavanger Oilers. 2011/2012 flyttade han hem till Sverige igen och spelade för Hudiksvalls HC i division 1 i två säsonger.